# Tim Lang (nutricionista)
Timothy Mark Lang (nascido em janeiro de 1948) é professor de política alimentar no Centro de Política Alimentar da City University of London desde 2002. Ele fundou o Centro em 1994 e também fundou o Fórum de Cambridge para Sustentabilidade e Meio Ambiente.